# Metro Manila
Metropolitan Manila (im lokalen Sprachgebrauch kurz Metro Manila, Filipino Kalakhang Maynila oder Kamaynilaan) oder die National Capital Region (NCR) (Filipino Pambansang Punong Rehiyon; deutsch Nationale Hauptstadtregion) ist die Metropolregion um die Stadt Manila, die Hauptstadt der Philippinen, und zugleich eine Region auf der philippinischen Hauptinsel Luzon. Ihre Gesamteinwohnerzahl beträgt 12.877.253 Menschen (Volkszählung 1. August 2015). Sie ist eine von insgesamt zwölf Metropolregionen auf den Philippinen. Sie umfasst die eigentliche Stadt Manila, 15 weitere Städte (Caloocan, Las Piñas, Makati, Malabon, Mandaluyong, Marikina, Muntinlupa, Navotas, Parañaque, Pasay, Pasig, Quezon, San Juan, Taguig, Valenzuela) und die Gemeinde Pateros. Metro Manila ist das politische, wirtschaftliche, kulturelle und industrielle Zentrum des Landes.

## Geografie

### Klima

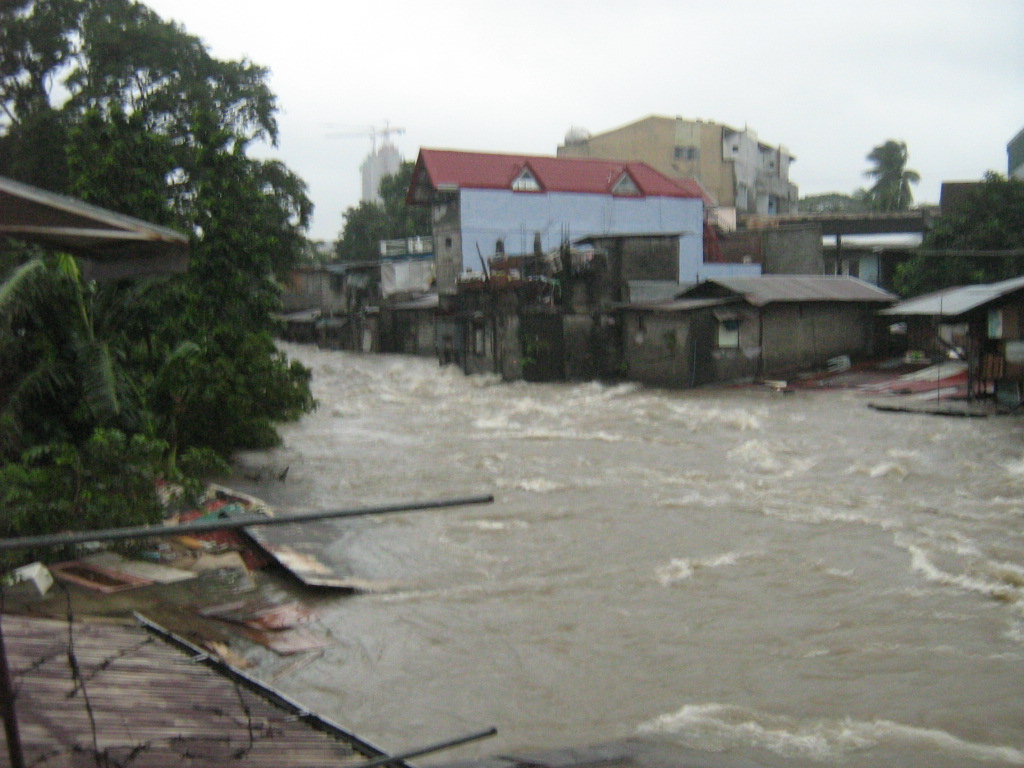
Am 26. September 2009 fiel in Metro Manila die höchste Regenmenge der Geschichte.

Metro Manila liegt in den wechselfeuchten Tropen, die Jahresdurchschnittstemperatur beträgt 26,7 Grad Celsius und schwankt im Laufe des Jahres nur um knapp vier Grad Celsius. Von Januar bis April herrscht ein arides, von Mai bis Dezember ein humides Klima.
Durchschnittlich fallen in einem Jahr 2069 Millimeter Niederschlag, fast drei Viertel davon allein in den Monaten Juni bis September, wenn Manila sich im Einflussbereich des Südwest-Monsuns befindet. Schwere Regenfälle führen während des Monsuns immer wieder zu Überschwemmungen.
Häufig suchen auch Taifune die Stadt heim. Taifune gehören zu den schwersten Naturkatastrophen in Manila. Oft richten sie starke Zerstörungen mit zahlreichen Toten an. Schwere Schäden entstehen nicht nur durch die hohen Windstärken, sondern auch durch die häufig sehr starken Niederschläge in kürzester Zeit, die zu Überschwemmungen führen.
Am 26. September 2009 führte der Taifun „Ketsana“ (auf den Philippinen „Ondoy“ genannt) in Metro Manila zu den schwersten Überschwemmungen seit 42 Jahren. Dabei starben mindestens 337 Menschen, etwa 80 Prozent der Stadt standen unter Wasser. Nach Angaben der Philippine Atmospheric, Geophysical and Astronomical Services Administration (PAGASA) fiel mit 455 Millimetern Niederschlag innerhalb von 24 Stunden die höchste Regenmenge der bekannten Geschichte. Der frühere Rekordwert von 334,5 Millimetern in 24 Stunden war am 7. Juni 1967 gemessen worden.

### Umweltprobleme

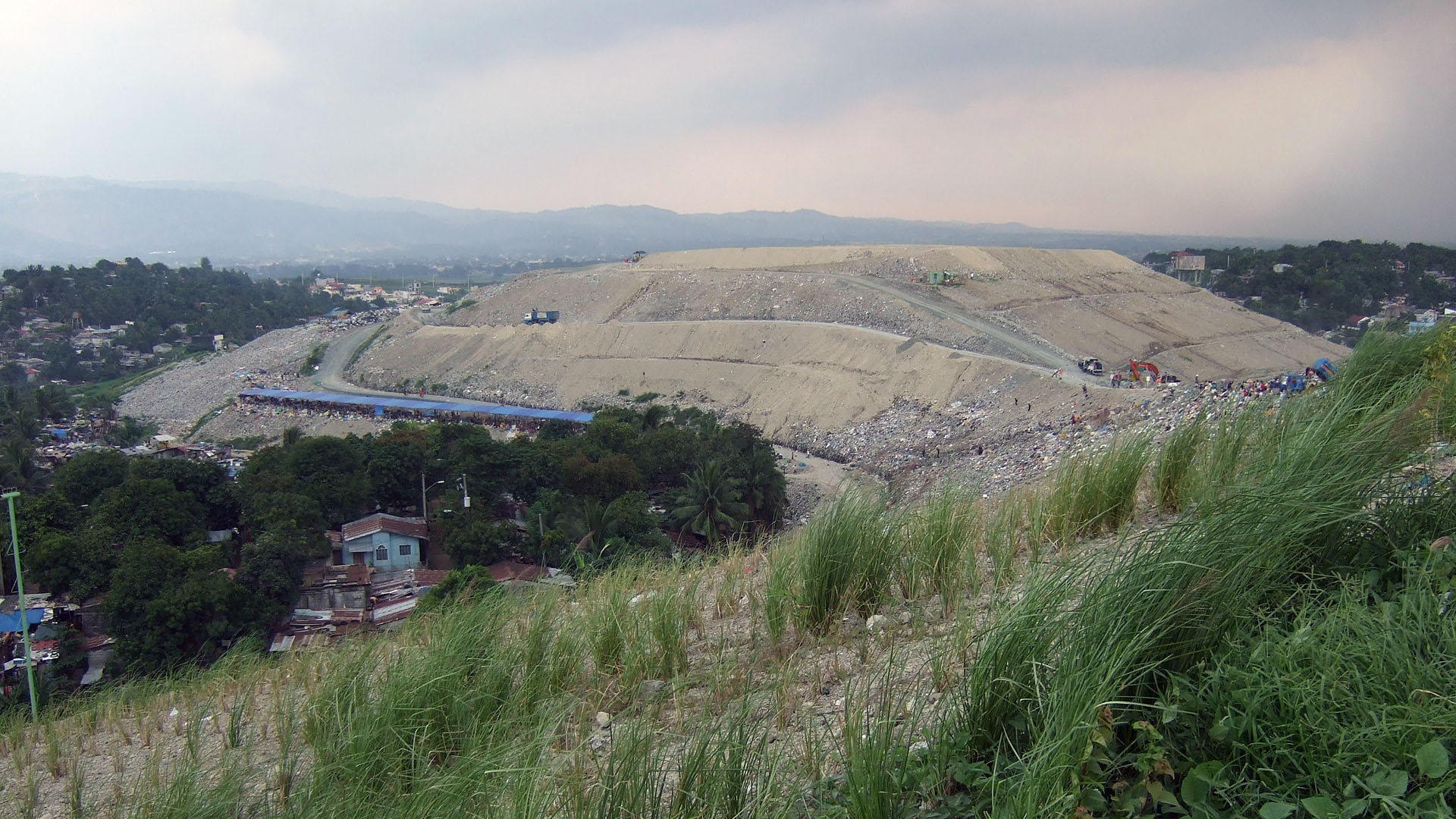
Mülldeponie in Payatas

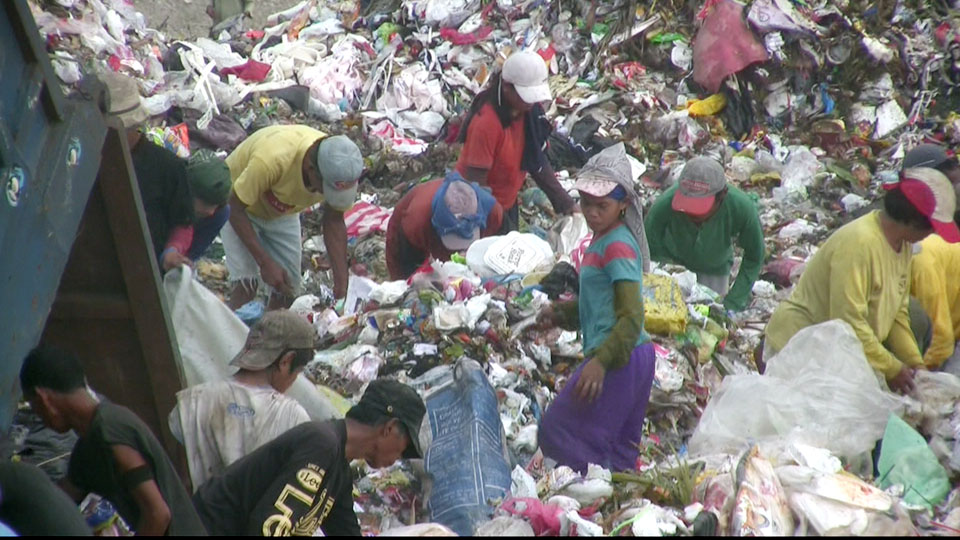
Müllsammler

Manila zählt zu den Städten in der Welt mit der höchsten Luftverschmutzung. Diese übersteigt die zulässigen Grenzwerte der Welthandelsorganisation (WTO) um das Dreifache. Der hohe Gehalt an Feinstaub stellt das größte Problem dar. Die Ursachen liegen sowohl in den zahlreichen Fabrikanlagen und Kraftwerken als auch im Verkehr und der Müllverbrennung.
Täglich werden in der Hauptstadtregion 7000 Tonnen Müll produziert. 1995 schloss die Stadt Manila eine mehr als 50 Meter hohe, direkt am Hafen gelegene Mülldeponie („Smokey Mountain“) und räumte den benachbarten Slum mit rund 20.000 Menschen, die am Müllberg lebten. Heute befindet sich eine der größten Mülldeponien Metro Manilas in Payatas, Quezon City. Hier leben und arbeiten 40.000 Menschen am und vom Müllberg. Am 10. Juli 2000 stürzte der Abfallberg nach heftigen Regenfällen während des Monsuns zusammen und zerstörte die dicht am Berg stehenden Hütten der Müllsammler. Insgesamt forderte das Unglück mindestens 218 Tote, 300 Familien wurden obdachlos.
Auch sauberes Wasser und unzureichende Entsorgungs- und Reinigungskapazitäten für Abwasser, Abgase und Abfälle stellen ein Problem dar. Die Wasserversorgungslage der Haushalte hat sich seit den 1970er Jahren kaum verbessert, weshalb nur wenige Haushalte über eine Abwasserentsorgung verfügen. So ist der Pasig in Manila eine Kloake und biologisch tot, da hier täglich ungefiltertes Abwasser, Hausmüll und Industrieabfälle in den Fluss entsorgt werden.
Diese Verschmutzung setzt sich in der Bucht von Manila fort. Müll, Bäume und anderer Unrat, Tierkadaver, werden von den Flüssen und den Regenfällen ins Meer geschwemmt und verwandeln das Wasser der Bucht in eine braune, manchmal unangenehm riechende Brühe. Baumstämme, Plastiktüten und ähnlicher Müll stellen eine Gefahr für kleinere Schiffe dar, da sie Schäden an Rumpf und Propeller verursachen können. Erst außerhalb der Bucht verdünnen sich die Schadstoffe, und das Wasser wird wieder klar.
Öffentliche Busse, Jeepneys und private Personenkraftwagen haben den größten Anteil an der Luftverschmutzung. Der Ausstoß von Kohlenstoffdioxid nimmt infolge der fortschreitenden Industrialisierung und eines stetig wachsenden Verkehrsaufkommens und Energiebedarfs schnell zu. Die Folgen sind Atemwegs- und Hauterkrankungen unter der Bevölkerung Manilas. Jährlich sterben rund 2000 Menschen an den Auswirkungen der Umweltverschmutzung. Die unzureichenden technischen Anlagen in den Fabriken führen häufig zu Beeinträchtigungen. Programme der Regierung, die Umweltverschmutzung einzudämmen, waren bisher erfolglos. Ursachen sind vor allem die mangelnde Kontrolle, fehlende finanzielle Mittel und die verbreitete Korruption.

### Städte, Gemeinden und Verwaltung

Städte und Gemeinden der Nationalen Hauptstadtregion

1946 wurde Manila Hauptstadt der unabhängigen Republik Philippinen, verlor jedoch diesen Status am 17. Juni 1948 durch den Republic Act Nr. 333 an Quezon. Durch den Presidential Decree Nr. 940 erhielt Manila am 24. Juni 1976 den Status als Hauptstadt der Philippinen zurück. Quezon wurde, zusammen mit Manila und zu diesem Zeitpunkt noch 11 weiteren Städten (insgesamt 13), ein Teil der National Capital Region (NCR), auch Metro(politan) Manila genannt. Verschiedene Regierungsbeamte einschließlich der Batasang Pambansa (ehemaliges Parlament der Philippinen) und letztlich auch das Repräsentantenhaus verblieben in Quezon.
Die Hauptstadtregion wird von der Metropolitan Manila Development Authority (MMDA) verwaltet, deren Exekutivorgan der Metro Manila Council ist. Der Rat besteht aus den Bürgermeistern von allen 17 Städten und Gemeinden von Metro Manila unter der Leitung eines höherrangigen Funktionärsgremiums und untersteht dem Präsidenten der Philippinen. Der Rat verabschiedet Gesetze, legt die Grundsteuer fest und teilt den einzelnen Ressorts der Stadtverwaltung ihre finanziellen Mittel zu.
Neben der Metropolregion Metro Manila, auch National Capital Region (NCR) genannt, die sich mit ihren 14 Bezirken der Hauptstadt und 16 weiteren Gemeinden über eine Fläche von 638 Quadratkilometern erstreckt, werden auch größere Gebiete um Manila herum als Greater Manila Area (GMA) bzw. Mega Manila Region (MMR) bezeichnet, die zusätzlich verschiedene Provinzen beinhalten. Allerdings gibt es für diese Bezeichnungen keine offiziellen Definitionen.

## Bevölkerung

### Einwohnerentwicklung
Lebten 1876 in der Stadt Manila weniger als 100.000 Menschen, so wuchs diese Zahl stetig und lag 2007 bei 1,7 Millionen. Durch die eng gezogenen Stadtgrenzen hat sich die Bevölkerungszunahme inzwischen deutlich abgeschwächt, diese findet nun vor allem in den Vororten statt, so dass Metro Manila inzwischen 12,9 Millionen Einwohner aufweist.
Ein erheblicher Teil des Bevölkerungswachstums der Metropolregion ist seit Beginn der kolonialen Entwicklung auf Einwanderung zurückzuführen. Die Zuwanderer kommen, entsprechend der internationalen und überregionalen Bedeutung der Stadt, nicht nur aus dem angrenzenden Hinterland, sondern aus allen Teilen der Philippinen und den benachbarten Staaten. Das Ergebnis ist ein Konglomerat von Menschen mit unterschiedlichem ethnischen und sprachlichen Hintergrund.
| Jahr | Einwohnerzahl |
| ---- | ------------- |
| 1950 | 1.544.000     |
| 1960 | 2.274.000     |
| 1970 | 3.534.000     |
| 1980 | 5.955.000     |
| 1990 | 7.973.000     |
| 2000 | 9.958.000     |
| 2010 | 11.887.000    |
| 2017 | 13.272.000    |
| 2024 | 14.942.000    |

Die folgende Übersicht zeigt die Volkszählungsergebnisse nach dem jeweiligen Gebietsstand. Die Einwohnerzahlen beziehen sich auf die Gemeinde in ihren politischen Grenzen, ohne politisch selbständige Vororte.
| Stadt/Gemeinde                         | Einwohner  | Fläche in km² | Einwohner/km² |
| Erster Bezirk (Stadt Manila)           |            |               |               |
| Manila, Stadt                          | 1.780.148  | 38,55         | 46.178        |
| Zweiter Bezirk (Nordost-Metro Manila)  |            |               |               |
| Mandaluyong, Stadt                     | 386.276    | 11,26         | 34.305        |
| Marikina, Stadt                        | 450.741    | 33,97         | 13.269        |
| Pasig, Stadt                           | 755.300    | 31,00         | 24.365        |
| Quezon, Stadt                          | 2.936.116  | 161,12        | 18.223        |
| San Juan, Stadt                        | 122.180    | 5,94          | 20.569        |
| Dritter Bezirk (Nordwest-Metro Manila) |            |               |               |
| Caloocan, Stadt                        | 1.583.978  | 53,33         | 29.701        |
| Malabon, Stadt                         | 365.525    | 15,76         | 23.193        |
| Navotas, Stadt                         | 249.463    | 10,77         | 23.163        |
| Valenzuela, Stadt                      | 620.422    | 44,58         | 13.917        |
| Vierter Bezirk (Süd-Metro Manila)      |            |               |               |
| Las Piñas, Stadt                       | 588.894    | 41,54         | 14.177        |
| Makati, Stadt                          | 582.602    | 21,57         | 27.010        |
| Muntinlupa, Stadt                      | 504.509    | 46,70         | 10.803        |
| Parañaque, Stadt                       | 665.822    | 47,69         | 13.961        |
| Pasay, Stadt                           | 416.522    | 19,00         | 21.922        |
| Pateros, Gemeinde                      | 63.840     | 2,10          | 30.400        |
| Taguig, Stadt                          | 804.915    | 53,67         | 14.997        |
| Gesamt                                 |            |               |               |
| Metro Manila                           | 12.877.253 | 638,55        | 20.166        |

### Wohnsituation

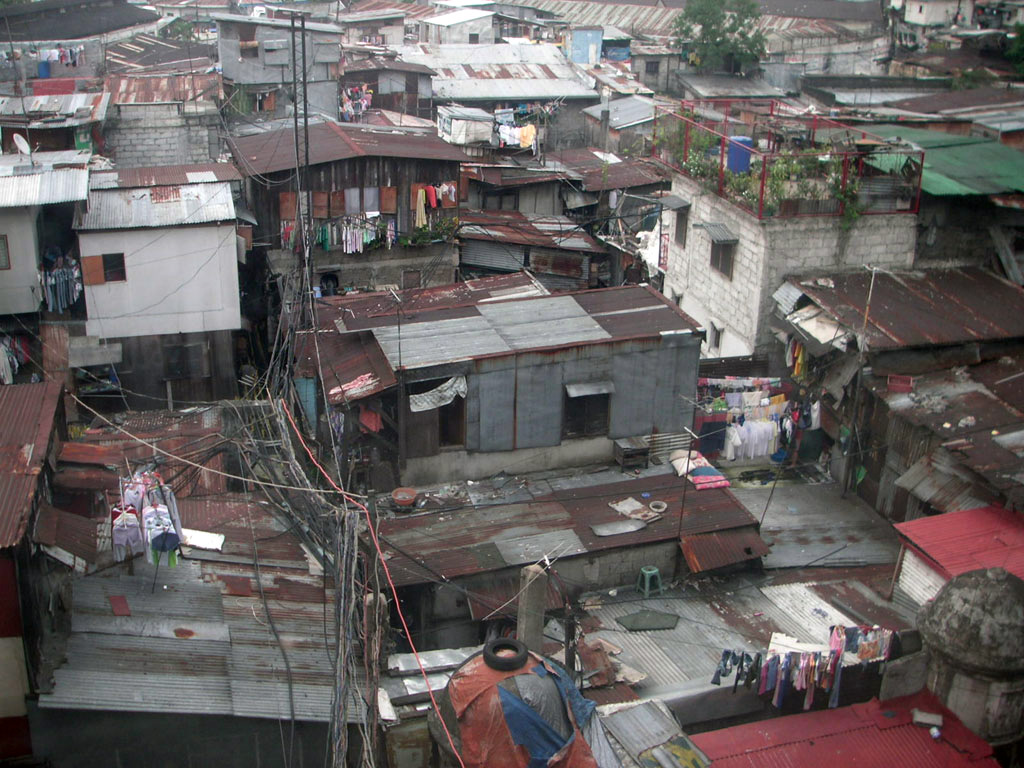
Slum in Manila

Die Dynamik durch den immensen Bevölkerungsdruck seit Mitte des 20. Jahrhunderts bewirkte insgesamt eine unkontrollierte Expansion der Agglomeration Manila. Die Planung konnte mit diesen Veränderungen nicht mithalten. Täglich entstanden an der Peripherie informelle Siedlungen (Squatter Camps). Die Folge war eine überproportionale Zunahme der Bevölkerung in diesen Siedlungen, die in Caloocan, Mandaluyong, Navotas, Pateros, Pasay und Tondo einen Anteil von zwei Fünftel bis zu drei Viertel an der Gesamtbevölkerung besitzt.
Die starke flächenhafte Ausdehnung der Stadt lag nicht nur am Bevölkerungswachstum, sondern auch an der Bauweise. Die meist ein- bis zweigeschossigen Bungalowsiedlungen der Oberschicht und die dicht gedrängten Elendsviertel verbrauchen viel mehr Platz, als für moderne Hochhäuser erforderlich wäre. Während die Hütten in den Squatter Camps von den Zuwanderern ohne rechtliche Erlaubnis der zuständigen Behörde oder des Landbesitzers errichtet wurden, entstanden die Slums in der Kernstadt durch baulichen Verfall und Vernachlässigung der früheren Bewohner.
Auf der anderen Seite wurden seit den 1980er-Jahren zahlreiche Hochhäuser, Luxuswohnsiedlungen, Banken, Versicherungen und Einkaufszentren errichtet. Die wohlhabenden Bewohner verließen das Stadtzentrum und siedelten sich außerhalb des verdichteten Kerngebietes an. So entstanden moderne Wohnviertel der Oberschicht vor allem in Bel Air Village, Dasmariñas Village und Forbes Park, sowie zahlreiche andere Viertel wie Ayala Alabang in Muntinlupa, Greenhills in San Juan, Valle Verde Village in Pasig und die White Plains in Quezon. Etwa zehn Prozent der Bevölkerung lebt in diesen von Mauern und Wachposten geschützten Wohngebieten (vgl. Gated Community). Diese dienen nicht nur der Trennung von wohlhabender und mittelloser Bevölkerung, sondern auch dem Schutz vor Gewalt und Kriminalität.
Heute erstrecken sich rund um ein hochverdichtetes Stadtzentrum weitläufige zersiedelte Peripherien mit geringer städtischer Infrastruktur. Insgesamt leben etwa die Hälfte der Einwohner von Metro Manila in Slums und Squatter Camps. Die informelle Bautätigkeit ist für einen überwiegenden Teil der Bewohner die einzige Möglichkeit an Wohnraum zu kommen. Die inadäquate Wohnsituation und die zahlreichen ökologischen Probleme haben die Regierenden in die Verantwortung gezogen, über eine neue Stadtplanungspolitik nachzudenken.

## Wirtschaft und Infrastruktur

### Wirtschaft

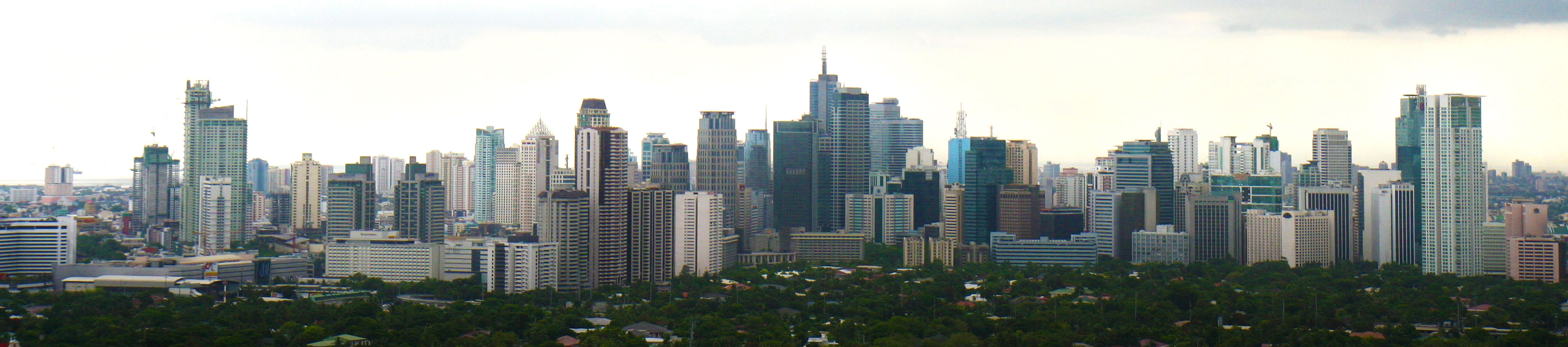
Skyline von Makati, dem Finanzzentrum von Metro Manila

Metro Manila (statistisch als National Capital Region oder kurz NCR bezeichnet) ist das finanzielle, kommerzielle und industrielle Zentrum der Philippinen. Die Region erwirtschaftet 32 Prozent des philippinischen Bruttoinlandsproduktes (BIP). Im Jahre 2005 lag Metro Manila nach Angaben der Prüfungs- und Beratungsgesellschaft PricewaterhouseCoopers mit einem BIP von 108 Milliarden US-Dollar auf Rang 42 der reichsten Ballungsräume der Welt. Es wurde erwartet, dass die Region bis 2020 ein BIP von 257 Milliarden US-Dollar und eine jährliche Wachstumsrate von 5,9 Prozent erreicht.
In der Metropolregion ist eine exportorientierte Industrie (vor allem im Bereich der Textil- und Elektroindustrie) vorherrschend. Exportgüter sind vor allem Elektronik, Maschinen und Transportmittel. Hauptexporthafen der Philippinen ist der Hafen von Manila. Die Philippine Stock Exchange (PSE), die größte Börse des Landes, hat ihren Sitz in Makati.
Aufgrund der weit verbreiteten Englischkenntnisse existiert ein sehr starker Dienstleistungssektor. Vor allem Callcenter, die für amerikanische Firmen arbeiten, gibt es sehr viele. Weitere Dienstleistungszweige sind Buchhaltung und Softwareentwicklung, da philippinische Hochschulabsolventen in diesen Bereichen sehr gut ausgebildet sind, jedoch recht niedrige Gehälter haben.
Es herrscht ein starker wirtschaftlicher Gegensatz zwischen einer kleinen reichen Oberschicht und der breiten Bevölkerungsmehrheit. In Manila gibt es einerseits die saubere und sichere Wolkenkratzerstadt von Makati mit dem Bankenzentrum der Philippinen und zahlreichen internationalen Unternehmen, auf der anderen Seite aber auch viele ausgedehnte Slums ohne ausreichende Wasser- und Stromversorgung.
Wie in weiten Teilen der Philippinen sind in Manila zahlreiche Märkte unter freiem Himmel und in Lagerhallen zu finden, in denen insbesondere eine reiche Auswahl an frischem Gemüse, Früchten und Meeresfrüchten angeboten werden. Des Weiteren bestehen Fleischmärkte, die von Touristen weniger frequentiert werden.
Besonders populär auf den Philippinen sind die klimatisierten Shopping-Malls, von denen es mehrere in Metro Manila gibt. Bekannt sind die verschiedenen SM Malls (SM steht für Shoe Mart) z. B. in den Bezirken Ermita, Malate und Ortigas. Im Herzen Manilas gibt es das populäre Robinsons Place und eines der ältesten Einkaufszentren Manilas, das Harrison Plaza. In Makati besteht die Glorietta Mall im Ayala Center mit der benachbarten, exklusiven Greenbelt Mall. 2006 eröffnete am südlichen Ende der EDSA in Pasay auf einer an der Manilabucht neu gewonnenen Fläche von 20 Hektar die SM Mall of Asia. Mit 600 Geschäften, 150 Restaurants, 5000 Parkplätzen und einer Nutzfläche von rund 400.000 Quadratmetern ist die SM Mall of Asia eines der größten Einkaufszentren der Welt.

### Verkehr

#### Straßenverkehr

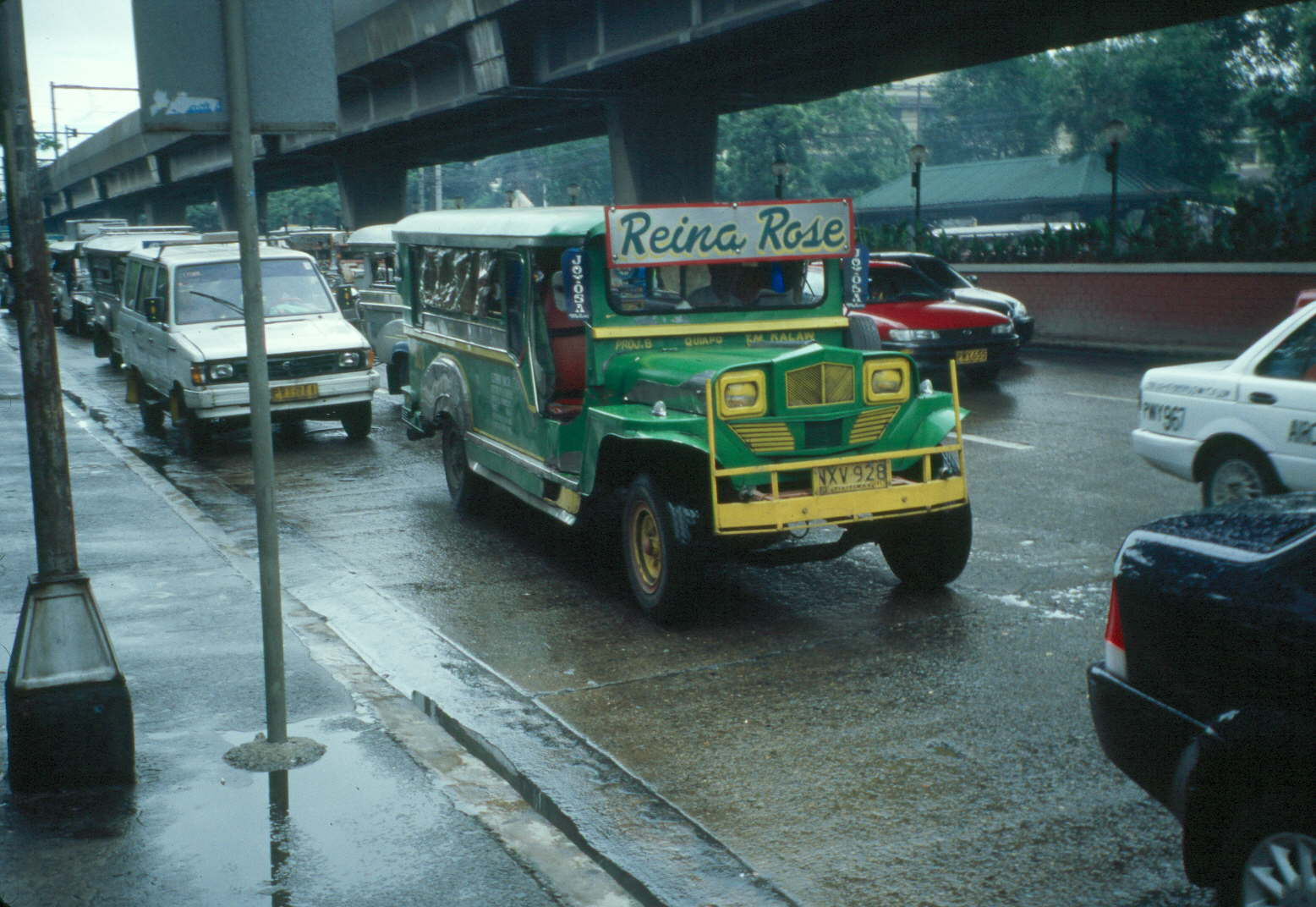
Jeepney auf einer Straße in Manila

Autobahnen verbinden Manila mit allen großen Städten der Insel Luzon. Die wichtigsten und verkehrsreichsten Straßen der Hauptstadtregion bilden zehn Radialstraßen (radial roads), die vom Stadtzentrum in die umliegenden Städte und Provinzen führen, sowie fünf Ringstraßen (circumferential roads) die Halbkreise um Manila bilden.
Der Roxas Boulevard ist die bekannteste von Manilas Straßen und verläuft entlang der Küste von Manila. Der Boulevard ist Teil der Radial Road 1 und führt nach Süden bis zur Provinz Cavite. Eine weitere bekannte Radialstraße ist der España Boulevard (Teil der Radial Road 7), der in Quiapo beginnt und an der Grenze zu Quezon endet. Der Sergio Osmeña Highway (früher South Super Highway), Teil des South Luzon Expressway oder der Radial Road 3, ist die wichtigste Autobahn zwischen Manila und den südlichen Provinzen von Luzon.
Die bekannteste Ringstraße ist die Epifanio de los Santos Avenue (EDSA), die als meist zehnspurige Straße in einem großen Bogen den Stadtkern Manilas umschließt. Sie verläuft von ihrem südlichen Ende, heute an einem Kreisverkehr vor der SM Mall of Asia, durch die Städte Pasay, Makati, Mandaluyong und Quezon bis zu ihrem nördlichen Ende am Kreisverkehr am Bonifacio Monument in Caloocan. Auf fast der gesamten Länge der EDSA verläuft die Linie 3 des MRT entlang derselben Trasse, zumeist zwischen den beiden Richtungsfahrbahnen.
Die Straßen von Metro Manila, insbesondere die Hauptverkehrsachsen, leiden unter chronischer Verstopfung. Rund 40 Prozent aller im Land registrierten Fahrzeuge verkehren in Metro Manila. Omnibusse und Jeepneys besitzen einen Anteil von 70 Prozent an der täglichen Personenbeförderung, Privatfahrzeuge einen Anteil von 30 Prozent, die jedoch 72 Prozent am gesamten Fuhrpark ausmachen. Der Verkehr mit elektrisch betriebenen Oberleitungsbussen wurde 1924 aufgenommen, jedoch 1955 eingestellt.
Die aktuelle Verkehrslage kann jederzeit auf einer Webseite der MMDA abgerufen werden.
Die wichtigsten öffentlichen Verkehrsmittel sind zum einen Busse, die es in verschiedenen Preis- und Qualitätslagen (z. B. mit Klimaanlagen) gibt, zum anderen die Jeepneys. Diese häufig kunstvoll bemalten und verzierten, häufig mit christlichen Inschriften versehenen Kleinbusse gelten als typisches philippinisches Verkehrsmittel, nicht nur in Manila. Problematisch sind sie wegen ihres häufig schlechten technischen Zustands und den damit einhergehenden Abgasen. Wegen der relativ hohen Preise sind die zahlreichen Taxis das Verkehrsmittel der Mittelschicht.
Für kürzere Distanzen, meist auf Nebenstraßen, nehmen die Filipino Tricycles. Das sind Mopeds mit Beiwagen, mit einer Höchstgeschwindigkeit um die 40 Kilometer pro Stunde, die für den Transport von bis zu vier Personen einschließlich Fahrer ausgelegt sind (jedoch häufig mit mehr Fahrgästen beobachtet werden können). Tricycles sind das preiswerteste Verkehrsmittel, wenn von den Pedicabs (Fahrradrikschas) abgesehen wird.

#### Schienenverkehr

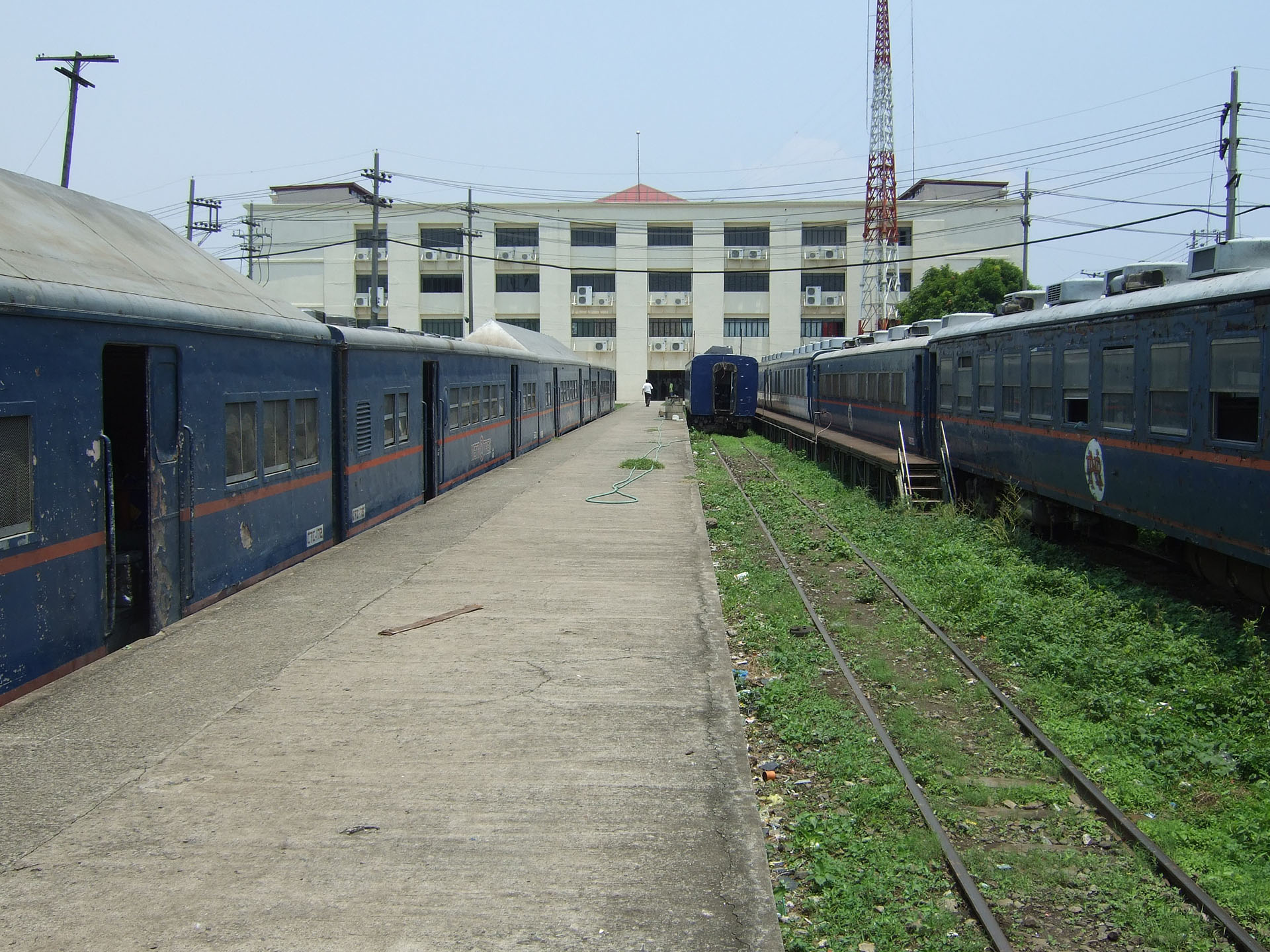
PNR-Bahnhof „Tayamun“

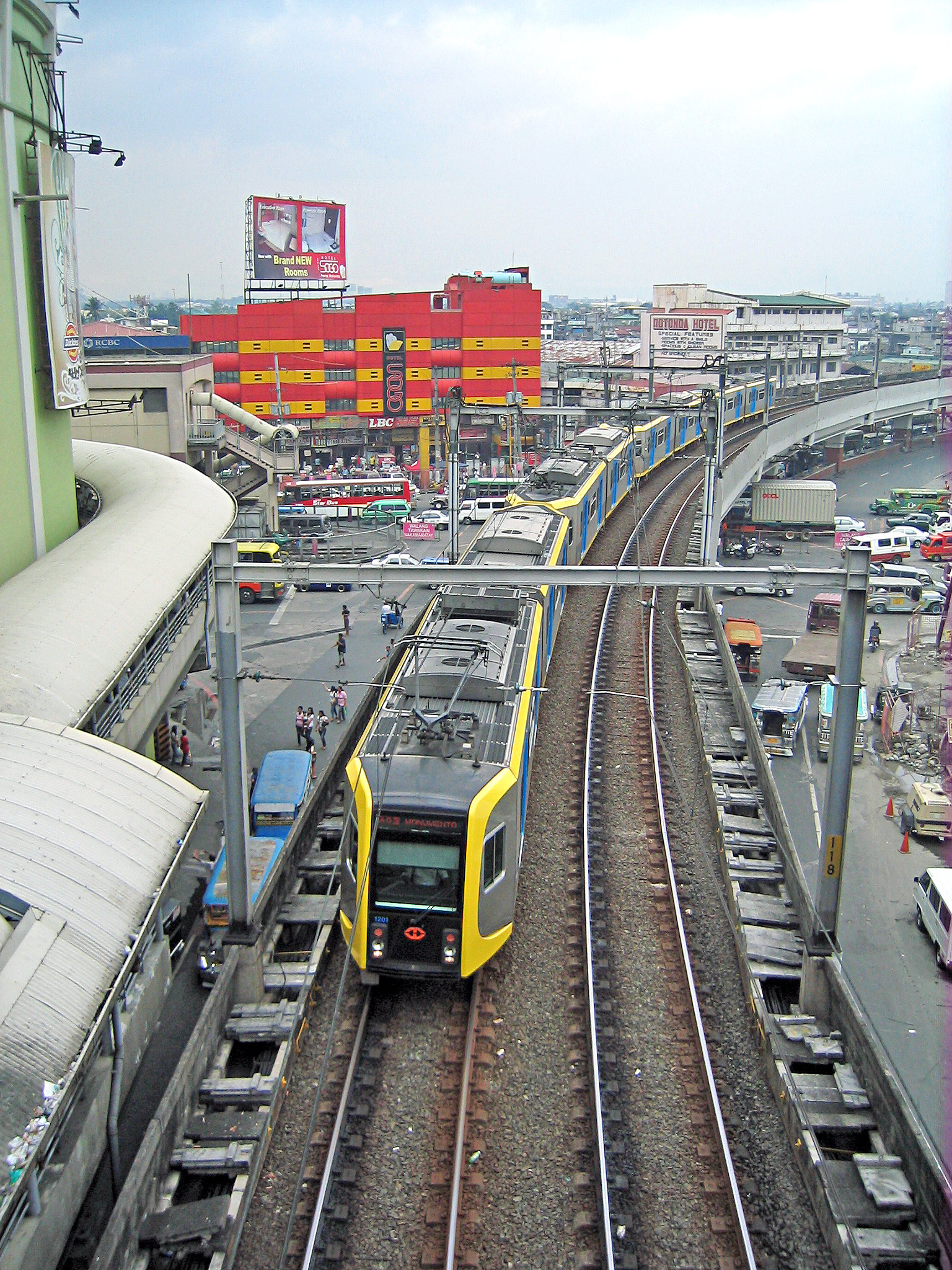
Zug der LRT1-Linie fährt in den Bahnhof EDSA ein.

Das Eisenbahnwesen der Philippinen ist wenig entwickelt und besteht heute im Wesentlichen aus einer einzigen Staatsbahnstrecke der PNR. Diese verbindet Manila mit San Fernando (Provinz La Union) und San Jose City (Provinz Nueva Ecija) im Norden, sowie Batangas City (Provinz Batangas) und Legazpi City (Provinz Albay) im Süden der Insel Luzon.
Die erste Eisenbahnstrecke der Philippinen von Manila nach Dagupan (Provinz Pangasinan) wurde am 24. November 1892 eröffnet. Die Gründung der Manila Railroad Company (MRR) erfolgte am 4. Februar 1916, die am 20. Juni 1946 in Philippine National Railways (PNR) umbenannt wurde.
Am 20. Oktober 1888 eröffnete die erste Pferdestraßenbahn auf der Strecke Manila–Malabon ihren Betrieb. Insgesamt fünf Linien mit einer Länge von 16,3 Kilometern wurden zwischen 1885 und 1889 gebaut und von der La Compaña de Tranvias de Filipinas betrieben.
Die erste elektrische Straßenbahn fuhr am 10. April 1905. In den 1920er-Jahren waren 110 Wagen auf 17 Linien mit einer Länge von 53 Kilometern im Einsatz. Das Netz wurde von der Manila Electric Railroad and Light Company (Meralco) betrieben. Der Verkehr wurde 1944 während der japanischen Besetzung im Zweiten Weltkrieg eingestellt.
Ein unter anderem mit deutscher Unterstützung gebautes Hochbahnnetz ist in Ansätzen vorhanden. Die 1984 in Betrieb genommene Manila Light Rail Transit (LRT) mit der in Nord-Süd-Richtung verlaufenden Linie 1 und der in Ost-West-Richtung verlaufenden Linie 2 bilden mit der Linie 3 der Manila Metro Rail Transit (MRT), die weitgehend der Ringstraße Epifanio de los Santos Avenue (EDSA) folgt, das U-Bahn-System der philippinischen Hauptstadt.
Die Behörden in Manila haben erkannt, dass ein öffentliches Verkehrsmittel wie diese Hochbahn erheblich zur Reduzierung des Straßenverkehrs beitragen kann und forcieren den Ausbau des Bahnnetzes. Aus Kosten- und Platzgründen setzten die Planer die Trasse auf Betonstelzen in die Mitte großer Boulevards; die Linien folgen demnach großen Hauptverkehrsadern der Region. Weitere Linien sind geplant, aber es mangelt der Stadt an Geld, um die ehrgeizigen Pläne zügig zu verwirklichen.

#### Flugverkehr
Der ursprüngliche Flughafen Manilas lag von 1937 bis 1948 noch in Makati, die heutigen Straßen Ayala Avenue and Paseo de Roxas bildeten damals die Landebahnen des Flughafens „Nielson Field“. 1948 wurde er nach Parañaque verlegt und heißt seit 1987 Ninoy Aquino International Airport. Er gliedert sich heute in vier separate Abfertigungsbereiche:
- Terminal 1: dient dem internationalen Flugverkehr, außer Flüge mit Philippine Airlines (PAL), diese besitzen ein eigenes Terminal
- Terminal 2: ist der Heimatflughafen der Philippine Airlines, sowohl für nationale als auch internationale Flüge
- Terminal 3: Internationales Terminal mit Anbindung an die Autobahn (SLEX)
- Terminal 4 (oder Domestic Terminal): dient dem nationalen Flugverkehr

Es gibt regelmäßige Pendelbusse/-dienste zwischen den Abfertigungshallen. Das Flughafengelände befindet sich etwas außerhalb der Stadt Manila, aber in der Metropolregion Metro Manila, in Parañaque, südlich von Baclaran. Er ist Sitz von über 30 Fluggesellschaften, die über 26 Städte und über 19 Länder anfliegen. Im Jahre 2007 hatte der Flughafen 17,9 Millionen Reisende und 171.913 Flugzeuge abgefertigt.

## Kultur und Sehenswürdigkeiten

### Musik und Theater
Die Hauptstadt der Philippinen ist ein kulturelles Zentrum und zieht Künstler klassischer und moderner philippinischer Musik sowie Tanz- und Theaterkunst des ganzen Landes an. Die Region beherbergt zahlreiche Bars und Musikklubs, die sich vor allem in Malate und am Roxas Boulevard in Manila sowie in Pasay, Makati und Quezon konzentrieren.
Manila besitzt eine der größten Theaterszenen in Südostasien. Zu den vielen englischsprachigen Gruppen gehören unter anderem die Repertory Philippines, die ihre Stücke und Musicals das ganze Jahr im William J. Shaw Theater in Pasig aufführen. Viele der Schauspieler hatten Auftritte im Londoner Theaterviertel West End und am Broadway in New York.
Klassische und aktuelle Stücke zeigen vor allem die Philippine Experimental Theater Association und die Tanghalang Pilipino.